# Peter Serbin
Peter Serbin (*31. prosince 1963) je bývalý slovenský fotbalista, záložník.

## Fotbalová kariéra
Hrál za Tatran Prešov, DAC Dunajská Streda, Chemlon Humenné a FK Spišská Nová Ves. V evropských pohárech nastoupil ve 2 utkáních.

## Ligová bilance
| Ročník                                   | Zápasy | Góly | Klub                |
| ---------------------------------------- | ------ | ---- | ------------------- |
| 1. československá fotbalová liga 1991/92 | 19     | 7    | Tatran Prešov       |
| 1. československá fotbalová liga 1992/93 | 7      | 2    | Tatran Prešov       |
| Mars superliga 1993/94                   | 14     | 0    | DAC Dunajská Streda |
| Mars superliga 1993/94                   | 11     | 2    | FC Chemlon Humenné  |
| CELKEM                                   | 51     | 13   |                     |